# Świrta
Świrta (lub Świerta) - w XVIII wieku wieś włościańska oddalona od Iłży 28,8 km w powiecie iłżeckim, należała do gminy Wierzbnik oraz parafii św. Jana Chrzciciela w Pawłowie (dekanat starachowicki-południowy, diecezja radomska), obecnie zwyczajowa część wsi Styków, w powiecie starachowickim w województwie świętokrzyskim znana pod nazwą Świerta. 

## Historia
W 1827 roku dzieliła się na dwie części. Pierwsza część miała 2 domy i 14 mieszkańców. Druga część miała 2 domy i 16 mieszkańców.
W latach 1880–1903 na jej terenie było 5 domów i liczyła 38 mieszkańców. Powierzchnia wsi wynosiła 89 mórg.